# Cleaning Up
Cleaning Up é uma série de televisão britânica escrita e criada por Mark Marlow e estrelada por Sheridan Smith. A série com seis episódios estreou no canal ITV em 9 de janeiro de 2019.

## Elenco
- Sheridan Smith como Sam Cook
- Jade Anouka como Jess
- Kristy Philipps como Alice Cook
- Doc Brown como Blake
- Uriel Emil como Viktor
- Robert Emms como Glynn
- Branka Katić como Mina
- Neil Maskell como Warren
- Anya McKenna-Bruce como Lily Cook
- Matthew McNulty como Dave Cook
- Hero Fiennes-Tiffin como Jake
- Rosie Cavaliero como Frances Howard
- Lloyd Owen como Dominic Swanson
- Angela Wynter como Amber
- Milanka Brooks como Daniela

## Recepção
O primeiro episódio de Cleaning Up recebeu três das cinco estrelas de Lucy Mangan do The Guardian, que era crítica do desenvolvimento fraco da história, mas que "no geral os atores se jogam de todo o coração. Este é sempre o maior presente de [Sheridan] Smith, e aqui ela está cercada por um elenco de apoio fazendo o mesmo".